# Ciampa
Ciampa is een geslacht van vlinders van de familie spanners (Geometridae), uit de onderfamilie Ennominae.

## Soorten
- C. arietaria Guenée, 1858
- C. glaridocrania Turner, 1926
- C. heteromorpha Lower, 1901
- C. stenoptila Turner, 1947